# Isla del Diablo (Antártida)
La isla del Diablo es una pequeña isla de 1,6 kilómetros de largo, situada en el centro de la bahía del Diablo, en la costa norte de la isla Vega, al estesudeste del cabo Feliz Encuentro (o Well-met). Integra el grupo de la isla James Ross, ubicado al este de la península Trinidad, Antártida.

## Descripción

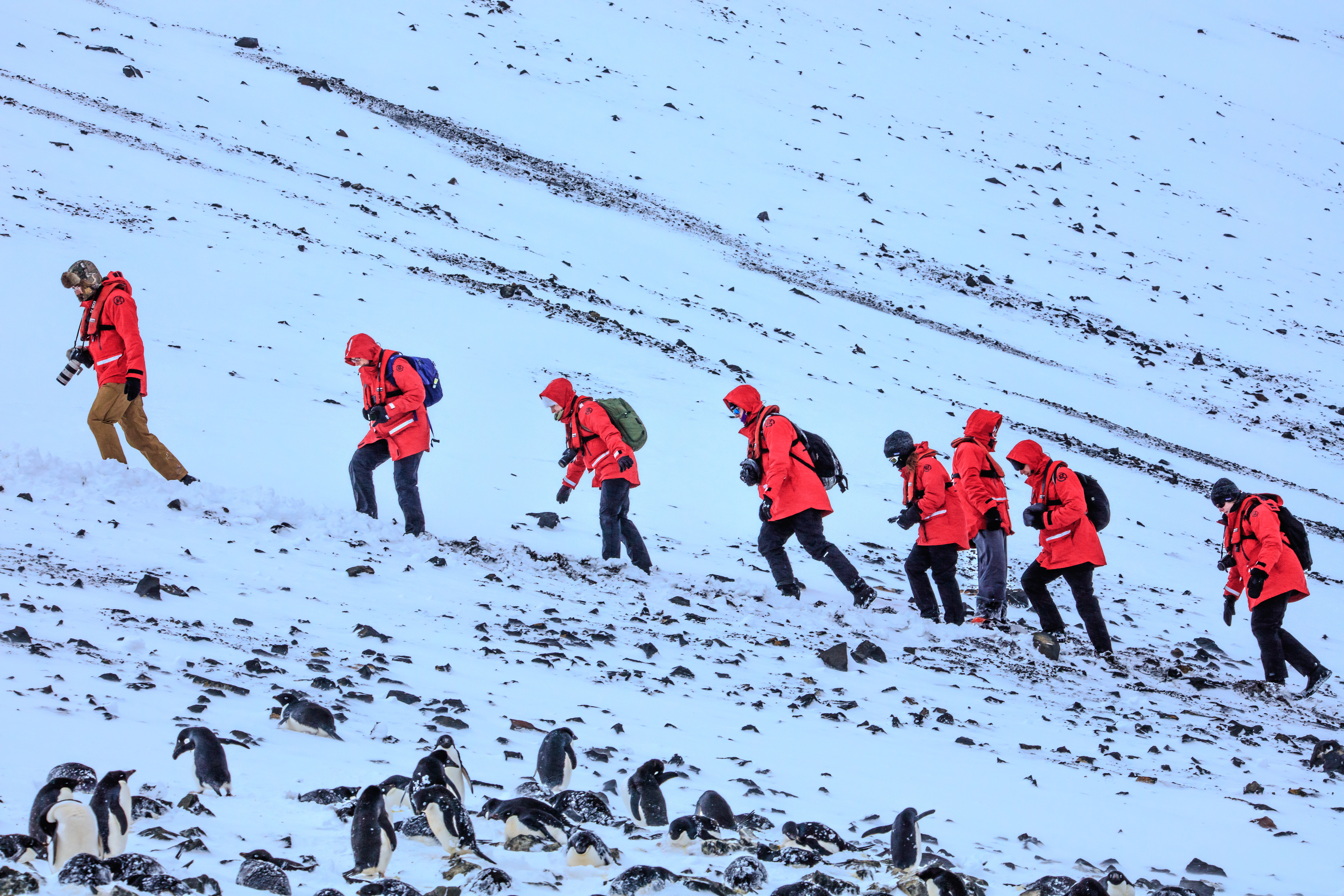
Turistas en la isla.

Libre de hielo, posee una superficie de 128 hectáreas. Posee elevaciones bajas en cada extremo que alcanzan una altura máxima de 200 metros. Las mismas están separadas por un valle bajo. Posee acantilados en su sector norte, que rodean una playa que posee una colonia de pingüinos. También hay arrecifes frente a la costa norte, donde quedan varados témpanos de hielo.
Se permite el desembarco de buques turísticos.

## Historia y toponimia
Fue descubierta en octubre de 1903 y denominada por Johan Gunnar Andersson, integrante de la Expedición Antártica Sueca de Otto Nordenskjöld, durante su viaje desde la bahía Esperanza, en búsqueda del grupo de Nordenskjöld. Andersson la describió así:

Era una roca de toba oscura, de algunos centenares de metros de longitud, cuyo aspecto agreste y triste nos indujo a que la llamásemos isla del "Diablo".

## Ecología

### Fauna

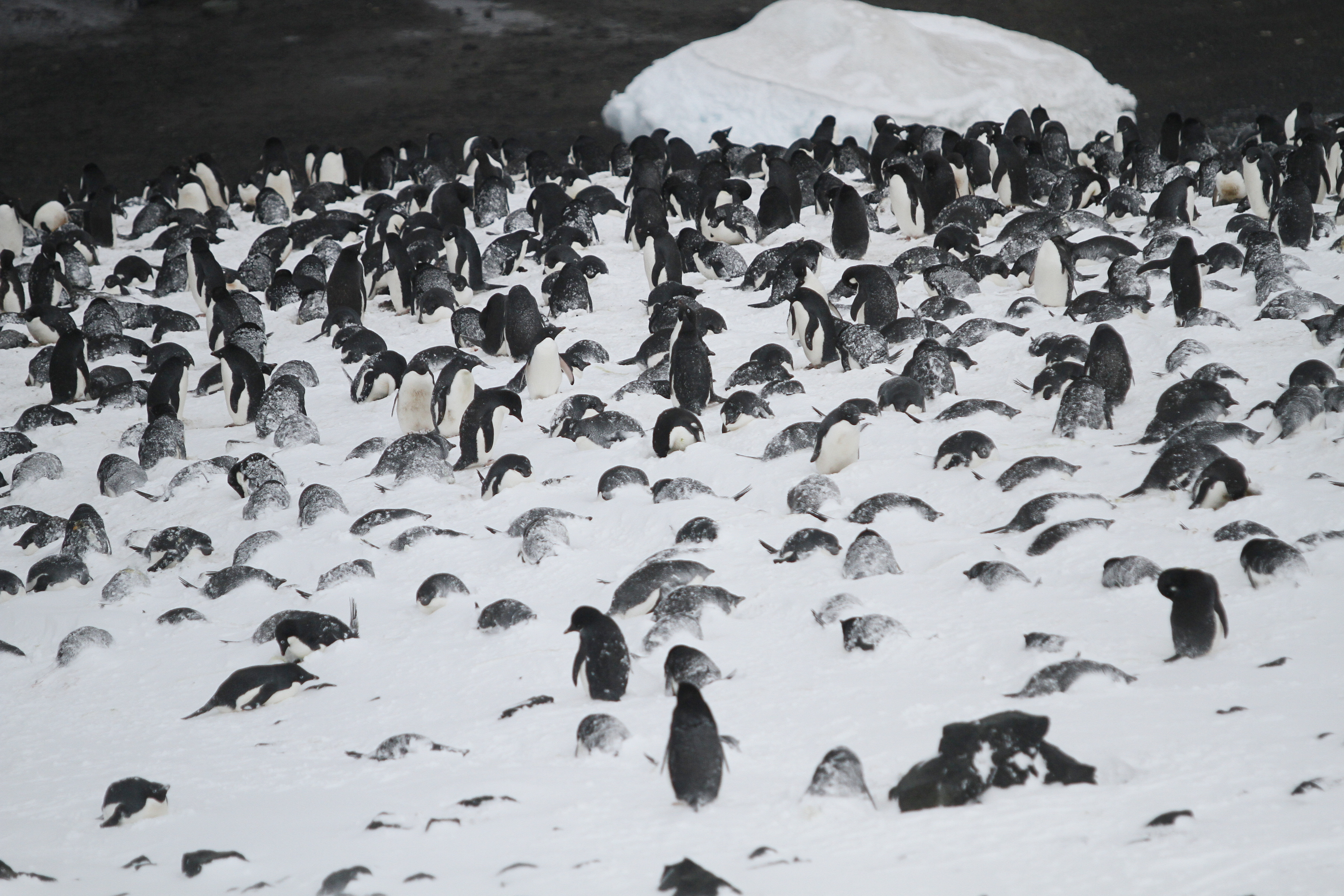
Colonia de pingüinos adelaida de la isla.

BirdLife International considera la isla como área importante para la conservación de las aves, debido a que en su costa norte posee una colonia de cerca de 15.000 pingüinos adelaida (Pygoscelis adeliae).
También anidan págalos antárticos (Stercorarius maccormicki), págalos subantárticos (Catharacta antarctica), gaviotas cocineras (Larus dominicanus) y charranes antárticos (Sterna vittata). En la temporada 1945-1946 se registró una colonia reproductora de petreles níveos (Pagodroma nivea).
Entre las especies no reproductoras que frecuentan la isla, se encuentran: petreles dameros (Daption capense), palomas antárticas (Chionis alba) y paíños de Wilson (Oceanites oceanicus).
En cuanto a los mamíferos, aparecen lobos marinos antárticos (Arctocephalus gazella).

### Flora
En las laderas del pico septentrional, se observan Usnea Antarctica, Xanthoria y Caloplaca. En proximidades a la colonia de pingüinos, existe un área con distintas especies de musgos. También hay algas Prasiola.

## Geología
La isla está compuesta de grava suelta de toba basáltica formada por erupciones volcánicas. Pertenece al grupo volcánico James Ross Island del neógeno.

## Reclamaciones territoriales
Argentina incluye la isla en el departamento Antártida Argentina dentro de la provincia de Tierra del Fuego, Antártida e Islas del Atlántico Sur; para Chile forman parte de la comuna Antártica de la provincia Antártica Chilena dentro de la Región de Magallanes y de la Antártica Chilena; y para el Reino Unido integran el Territorio Antártico Británico. Las tres reclamaciones están sujetas a las disposiciones del Tratado Antártico.
Nomenclatura de los países reclamantes: 
- Argentina: isla del Diablo[8][9]
- Chile: isla del Diablo[10]
- Reino Unido: Devil Island[11]